# Verlengde driehoekige koepel
Een verlengde driehoekige koepel is in de meetkunde het johnsonlichaam J18. Deze ruimtelijke figuur kan worden geconstrueerd door een driehoekige koepel J3 op een hexagonaal prisma te plaatsen en is het deel van onder andere een verlengde gedraaide driehoekige dubbelkoepel J36.
De 92 johnsonlichamen werden in 1966 door Norman Johnson benoemd en beschreven.
- (en)  MathWorld. Elongated Triangular Cupola.